# Witdonk
Witdonk (Limburgs: De Witdónk) is een buurtschap in de gemeente Peel en Maas, in de Nederlandse provincie Limburg. Tot 2010 viel deze onder de gemeente Meijel.
Witdonk ligt ongeveer drie kilometer ten zuiden van de kern Meijel, ten zuiden van de Noordervaart en aan de gemeentegrens met Leudal. De buurtschap wordt gevormd door circa vijftien boerderijen en woningen die gelegen zijn aan de gelijknamige straat Witdonk, maar ook aan de Marxweg en een deel van de Roggelsedijk. Witdonk ligt in een bosrijke omgeving aan de rand van het natuurgebied de Waterbloem. Er ligt een uitgestrekt landgoed, De Witdonk genaamd. Door de buurtschap stroomt van noord naar zuid de Roggelse Beek.
Qua adressering valt Witdonk volledig onder de woonplaats Meijel.
Dorpen: Baarlo · Beringe · Egchel · Grashoek · Helden · Kessel · Kessel-Eik · Koningslust · Maasbree · Meijel · Panningen

Buurtschappen: Belgenhoek · Berg · Bong · Broek · Dekeshorst · Dijk · Donk (Kessel) · Donk (Meijel) · Driessen · Dubbroek · Egchelheide · Everlo · Groeze · 't Heeske · Hei (Baarlo) · Hei (Kessel) · Heldensedijk · Hof · In de Hoeven · Hert · Hout · Houthei · Houwenberg · Hub · Katsberg · Kaumeshoek · De Kievit · Korte Heide · Keup · Laagheide · Laar · Lange Heide · Lang Hout · Langstraat · Leeuwerik · Loo · Maris · Molenbaan · Molenhuizen · Nederweerterdijk · Onder en Eindt · Oyen · Platveld · Rinkesfort · Roggelsedijk · 't Rooth · Schafelt · Siberië · Soeterbeek · Spiesberg · Spurkt · Steenoven · Tongerlo · Vergelt · Vieruitersten · Vliegert · Vosberg · Vliegert · Witdonk · Zandberg (Helden) · Zandberg (Maasbree) · Zelen

Limburg: Steden en dorpen      Nederland: Provincies · Gemeenten